# Alfred Goldscheider
Alfred Goldscheider, all'anagrafe Johannes Karl Eugen Alfred Goldscheider (Sommerfeld, 4 agosto 1858 – Berlino, 10 aprile 1935), è stato un neurologo tedesco.

## Biografia
Ha studiato medicina a Friedrich-Wilhelm Medical-Surgical Institute di Berlino (diplomato nel 1881), e successivamente ha trascorso sette anni come medico militare. Durante questo periodo, è stato anche il fisiologista di Emil Du Bois-Reymond (1818-1896). In seguito, divenne professore presso l'Università di Berlino.
A Berlino, ha lavorato come direttore medico presso il Krankenhaus Moabit (dal 1894) e al Virchow-Krankenhaus (dal 1906). Nel 1910 è succeduto ad Hermann Senator alla guida del policlinico.

## Ricerche
Goldscheider è conosciuto per il suo lavoro sulle vie somatosensoriali, in particolare, la ricerca dei Termocettori del corpo. Inoltre, ha svolto una ricerca sulla sensibilità della pelle. Durante i primi anni del 1880, il medico svedese Magnus Blix (1849-1904), dell'Università di Uppsala, ha eseguito dei test simili, indipendentemente da Goldscheider.
Verso la fine degli anni 1890, con il neurologo Edward Flatau (1868-1932), Goldscheider ha effettuato degli studi sulla struttura delle cellule nervose e dei loro cambiamenti sotto diversi stimoli. Inoltre, ha descritto la malattia della pelle, epidermolisi bollosa, che a volte è chiamata "morbo di Goldscheider".

## Pubblicazioni principali
- Die lehre von den specifischen energieen der sinnesnerven, 1881
- Eine neue Methode der Temperatursinnprüfung, 1887
- Diagnostik der nervenkrankheiten, 1893
- Gesammelte abhandlungen, 1898
- Physiologie der Hautsinnesnerven, 1898
- Normale und pathologische Anatomie der Nervenzellen auf Grund der neueren Forschungen, 1898 (con Edward Flatau)
- Anleitung zur Übungs-Behandlung der Ataxie, 1899
- Das Schmerzproblem, 1920[1]